# جمال الدين زعيتر
جمال الدين زعيتر. يعتبر من أهم الأقلام الصحفية التي عملت بجريدة الجمهورية.

## إغتياله
إغتالته أيادي الغدر سنة 1995، بينما كان يترحم على والدته يوم الجمعة بمقبرة قديل خلال شهر رمضان المعظم.

## وقفة تكريمية للصحفي الراحل جمال الدين زعيتر
كرمت جمعية *أحباب جريدة الجمهورية*، الصحفي الراحل جمال الدين زعيتر، الذي إغتالته أيادي الغدر سنة 1995، بينما كان يترحم على والدته يوم الجمعة بمقبرة قديل خلال شهر رمضان المعظم، ويعتبر الراحل من أهم الأقلام الصحفية التي عملت بجريدة الجمهورية، حيث لا تزال هذه المؤسسة الإعلامية العريقة تحتفظ إسهاماته وذكرياته وصدى أنفاسه.
الوقفة التكريمية هذه، التي نظمت إحياء للذكرى ال 23 لرحيله، في غمرة الإحتفال باليوم الوطني للصحافة، احتضنها مركز التسلية العلمية بحي جمال الدين، حضرها عدد كبير من الصحفيين وزملائه بجريدة الجمهورية وكذا بعض المثقفين والفنانين، الذين قدموا شاهدات حية حول الراحل، ومداخلات تناولت بالتفصيل، المسار الصحفي جمال الدين زعيتر، وتقديم تحاليل حول كتاباته الصحفية، وأهم التغطيات التي بصمت مساره المهني، في حين تحدث شقيقه عبد القادر زعيتر، عن جمال الدين الإنسان والأخ وعلاقته بمحيطه الأسري، الذي تم تكريمه بالمناسبة، كما كرم خلال هذا اللقاء، الصحفي الكبير والإطار السابق في وكالة الأنباء الجزائرية قمنا شهر رمضان الماضي بتكريم الصحفي الراحل بختي بن عودة، نور الدين شيباني، الذي وافته المنية عن عمر ناهز ال 74 سنة، من خلال ابنه البكر شيباني باهي عمار نزيم عبد المالك، الذي حضر رغم حرقة الفراق، وفي هذا السياق كشف رئيس جمعية *أحباب الجمهورية الصحفي جيلالي عباسة، أن المبادرة هذه جاءت بعد التكريم الذي خصص للصحفي والمفكر وابن الجمهورية الراحل بختي بن عودة في رمضان الماضي، في اطار سلسلة من التكريمات تشمل عدة أسماء صحفية معروفة، منها من رحل ومنها من لا يزال على قيد الحياة.
وكانت السلطات المحلية لوهران في 2013، قد أطلقت اسم جمال الدين زعيتر على الثانوية الجديدة بقديل، التي دشنها رئيس الجمهورية السيد عبد العزيز بوتفليقة في 2006، وقد تسلم مديرها الذي حضر هذه الوقفة التكريمية، السيرة الذاتية وصورة، التي سيتم تنصيبها يوم 30 أكتوبر المقبل، حيث سيتم التعريف بالمسار المهني للصحفي جمال الدين زعيتر، في محاضرة ستنظم لفائدة طلبة الثانوية خلال هذا اليوم.
كما كانت هذه الوقفة التكريمية فرصة لمناقشة جملة من المحاور المهمة ذات الصلة بالصحافة، حيث استعرض أهل المهنة، مراحل تطورها وسلطوا الضوء على مشاكلها، في حين فضل البعض الآخر، تشريح واقع الصحفي وما يكابده من متاعب من أجل الحصول على المعلومة.

## جناح خاص لكتب الصحفي الراحل جمال الدين زعيتر
تم تخصيص جناح خاص بالصحفي الراحل جمال الدين زعيتر، يحوي الكتب التي كان يملكها المتوفى، والتي تبرعت بها عائلته لمسرح عبد القادر علولة.